# 2. SS oklopna divizija "Das Reich"
2. Waffen SS divizija "Das Reich" (njem.  2.SS-Panzer-Division Das Reich) bila je jedna od trideset i osam divizija koje je ustrojio Waffen SS-a tijekom Drugog svjetskog rata.

Služila je od Francuske i igrala važnu ulogu u mnogim bitkama na Istočnom bojištu (pogotovo u bitci za Prohorovku protiv 5. gardijske oklopne armije tijekom bitke za Kursk), prije nego što je vraćena na oporavak u Francusku gdje je nastavila borbu u Normandiji, Ardenska bitka i posljednje, iscrpljujuće bitke u Austriji i Mađarskoj.

Simbol Das Reich divizije bila je "vučja kuka" (Wolfsangel). Divizija je bila sastav Waffen SS-a, koja je proglašena odgovornom za zločine na Nurnberškom procesu.

## Povijest

### Rani rat (1939./1940.)
U kolovozu 1939. Adolf Hitler stavio je SS Verfügungstruppe pod zapovjedništvo OKW-a (Oberkommando der Wehrmacht). Tada su SS Verfügungstruppe činile četiri pukovnije: Leibstandarte, Deutschland, Germania i novoustrojena Der Führer (pukovnija Der Führer još nije bila spremna za borbu).
Događanja tijekom napada na Poljsku su podigla dvojbu oko borbene učikovitosti Verfügungstruppe. Njihova spremnost za borbu nije bila upitna, ali je OKW obavijestio je da se Verfügungstruppe izložila nepotrebnom riziku, trpeći veće gubitke od regularnih vojnih postrojbi Wehrmachta,da je slabo obučena, a časnici nesposobni za zapovjedanje i vodstvo. U svoju obranu tvrdili su kako je rascjepkanost njihova borbenog poretka uzrokovala loš ishod i da se trebaju boriti u jednoj dobro opremljenoj formaciji. Heinrich Himmler inzistirao je da im se dozvoli borba u njihovim formacijama, pod vlastitim zapovjednicima, dok ih je OKW nastojao otpustiti u cijelosti. Hitler je, ne želeći uznemiriti vojsku i Himmlera, izabrao drugi put. Naredio je da Verfügungstruppe ustroji svoju vlastitu diviziju pod vojnom upravom.

U listopadu 1939., pukovnije Deutschland, Germania iDer Führer su reorganizirane u SS-Verfügungs diviziju, pukovnija Germania poslana je u sastav Wiking divizije i ustrojena je nova, treća pukovnija (SS Regiment 11); zajedno s dvije već postojeće pukovnije u SS-Verfungungs diviziji sudjelovala je u invaziji na zemlje Beneluksa i Francuske. Prva ozbiljnija bitka bila je kod Rotterdama. Nakon Roterdamma "SS-Verfügungs" (Das Reich) divizija, zajedno s drugim divizijama, napala je francuske snage i prislila ih na bijeg u područje Zeelanda i Antwerpa. Divzija je iskorištena za čišćenje već okupiranih područja.
Divizija je premještna u Francusku, gdje je pomogla u dostizanju slabo branjenog Engleskog kanala, a zatim je sudjelovala u pohodu na Pariz. Pred kraj kampanje napredovala je sve do španjolske granice.

### Rat na istoku (1941.)
Nakon pada Francuske, Divizija je boravila u Francuskoj, spremajući se za invaziju na Englesku. Divizija je u ožujku 1941. premještena u Rumunjsku da sudjeluje u napadu na Jugoslaviju i Grčku. U travnju 1941. "Das Reich" divizija je sudjelovala u uspješnom zauzimanju Beograda, glavnog grada Jugoslavije.

U jutro 12. travnja 1941., SS Hauptsturmführer Fritz Klingenberg i borci njegove motociklističke satnije približili su se Beogradu iz smjera Pančeva. Klingenberg je pregazio rijeku i približio se gradu, napredujući za Beograd sa samo šest vojnika. Uskoro nakon ulaska u grad, Klingenberg se susreo s dvadeset jugoslavenskih vojnika, koji su se, bez pucnja predali. Das Reich je s dobivenim pojačanjima održavao kontrolu nad gradom unatoč  protunapadima. Odred je podigao  svastiku iznad veleposlanstva, označavajući pad Beograda. Dva sata kasnije, gradonačelnik Beograda je stigao u veleposlanstvo i predao grad Klingenbergu. Uskoro je stiglo više njemačkih vojnika koji se osigurali grad. Za uspješan napad na Beograd, SS Haupsturmführer, Fritz Klingenberg odlikovan je Viteškim križem željeznog križa.
Nakon pada Beograda, Divizija je pomaknuta u okupiranu Poljsku da sudjeluje u nadolazećem napadu na SSSR. Tijekom invazije na Sovjetski Savez, Das Reich divizija borila se u sklopu Vojne skupine Centar, sudjelujući u Bitci za Yelnyu u blizini Smolenska, zatim u Operaciji Typhoon da zauzme Moskvu. Rat u Sovjetskom Savezu išao je dobro, ali gubitci Waffen SS-a bili su veliki, Das Reich divizija izgubila je 60% ljudstva, a i dalje je bila u napadu na Moskvu. Divizija je skoro uništena u nadolazećem sovjetskom protu-napadu, a divizijska pukovnija "Der Fuhrer" imala je samo 35 vojnika, a pred napad je imala 2 000 vojnika. Divizija je u vidu imala neprijateljski glavni grad, ali vrijeme, masovni gubitci, i snažan sovjetski protu-napad su odbacili diviziju natrag. 

### Odmor i obnova (1942.)
Nakon razdoblja masovnih gubitaka, Das Reich je povučen u Francusku i nadopunjen kao Panzer-Grenadier divizija (mehanizirana divizija). Dio divizije ostavljen je na istoku, i nazvan "Kampfgruppe Ostendorf". Ostendorf se kasnije priključio natrag diviziji u lipnju 1942.
U studenom 1942., dijelovi divizije su sudjelovali u pokušaju sprječavanja potapanja francuske flote u Toulonu. Ubrzo, divizija je ponovno preimenovana, ovaj put u SS-Panzer Grenadier-Division Das Reich.

### Povratak na Istočno bojište (1943.)
Das Reich je premješten natrag na Istočno bojište gdje je pomagao uzdrmanome centru kod Harkiva. Nakon pomaganja u ponovnom zauzimanju Harkiva, Das Reich, zajedno s drugim divizijama, bačen je u masovni napad na Kursk, veliki čvor na njemačkoj bojišnoj liniji između Kurska i Belgoroda. Das Reich napredovao je 64 kilometra prema jugu čvora, ali je odbačen natrag.